# یوشی‌هارو هوریی
یوشی‌هارو هوریی (ژاپنی: 堀井 美晴؛ زادهٔ ۱۶ مارس ۱۹۵۳) یک بازیکن فوتبال اهل ژاپن است.
یوشی‌هارو هوریی در تیم‌هایی همچون باشگاه فوتبال کاوازاکی فرونتال مربی‌گری کرده‌است.